# 通城镇
通城镇，是中华人民共和国重庆市巫溪县下辖的一个乡镇级行政单位。区域面积102.48平方千米。

## 行政区划
通城镇下辖以下地区：
通城社区、玉泉村、长红村、长安村、龙池村、清泉村、通城村、中兴村、凉风村、青梅村、长桂村、楼门村和云台村。